# 김유철
김유철은 대한민국의 배우다.

## 방송
- 《연개소문》 - 죽죽 역
- 《육룡이 나르샤》 - 이만조 역
- 《여인천하》 - 금부나장 역
- 《왕의 여자》 - 금부도사 역
- 《장옥정, 사랑에 살다》 - 허견 역
- 《대박》 - 대가리 역
- 《토지》 - 조직원 역
- 《야인시대》 - 고사이마찌 역
- 《자이언트》 - 차수정 매니저 역
- 《발리에서 생긴 일》 - 팍스그룹 보안직원 역